# Голосіївська районна у місті Києві державна адміністрація
 Голосіївська районна в місті Києві державна адміністрація (Голосіївська РДА) — орган виконавчої влади в Голосіївському районі міста Києва.

## Статус
Діє на підставі Закону України «Про столицю України - місто-герой Київ» .

## Історія
30 січня 2001 року Київська міська рада затвердила Рішення N- 162/1139 «Про адміністративно-територіальний устрій м. Києва», яким було створено Голосіївський район у межах колишнього Московського району. З цього часу повноваження Московської РДА міста Києва перейшли до  Голосіївської РДА.
У зв'язку з широкомасштабним вторгненням Росії 24 лютого 2022 у відповідності з Указом набула статусу військової адміністрації.

## Структурні підрозділи
- Апарат
- Відділ у справах молоді та спорту
- Служба у справах дітей та сім'ї
- Управління будівництва
- Управління житлово-комунального господарства
- Управління культури
- Управління освіти
- Управління соціального захисту населення
- Управління (Центр) надання адміністративних послуг (ЦНАП)
- Фінансове управління

## Очільники
- Голова РДА Дунаєвська Софія Анатоліївна (з 26.5.2025) [4].

## В період війни
Під час широкомасштабного вторгненням Росії 24 лютого 2022, райдержадміністрація діяла в умовах воєнного стану, оскільки територія району регулярно зазнавала ракетні та дронові атаки ворога зі значними руйнуваннями та людськими жертвами,.

### Соціальні мережі
- Сторінка У Фейсбук// Процитовано 19.1.2025